# Кралевский, Игор
И́гор Кра́левски (10 ноября 1978, Скопье, СРМ, СФРЮ) — македонский футболист, защитник.

## Карьера

### Клубная
Выступал за клубы «Цементарница», «Македония», «Работнички», хорватский «Хайдук» (Сплит). В составе «Работничков» в 2005 году принимал участие в матчах предварительного раунда Лиги Чемпионов против московского «Локомотива». С 2007 по 2008 год играл за «Луч-Энергию» из Владивостока.

### В сборной
Сыграл 3 матча за национальную сборную Македонии (дебютировал 4 июня 2005 года в матче против сборной Армении).

## Достижения
- Чемпион Македонии (3): 2004/05, 2005/06, 2008/09
- Бронзовый призёр чемпионата Македонии: 2009/10
- Финалист Кубка Македонии: 2008/09
- Финалист Кубка Хорватии: 2005/06